# Адасовський Євтихій Костянтинович
Євти́хій Костянти́нович Адасо́вський (*6 (18) квітня 1846 — †22 січня (3 лютого) 1898) — генерал-майор артилерії Російської імператорської армії, теоретик артилерійської справи, учасник Російсько-турецької війни 1877-1878 рр. Брат М. К. Заньковецької.

## Життєпис
Народився 6 (18) квітня 1846 року в збіднілій дворянській родині К. К. Адасовського та М. В. Нефедової.
Закінчив Петровський Полтавський кадетський корпус і 17 липня 1864 року зведений в офіцери.
Згодом закінчує 2-е Костянтинівське військове училище (1866) та Михайлівське артилерійське училище (при випуску 16 липня 1867 року зведений у підпоручики).
Від 30 жовтня 1869 року поручик, а з 31 жовтня 1871 року — штабс-капітан.
Проходить навчання в Михайлівській артилерійській академії, закінчивши яку в 1873 році, як перший за результатами екзамену (1-й розряд), отримує право служби у гвардії.
Поручик гвардії від 23 серпня 1874 року, штабс-капітан гвардії з 13 квітня 1875 року.
Із початком Російсько-турецької війни 1877-1878 років перебуває на фронті. Під час бою під Араб-Конаком унаслідок розриву гранати на позиції зазнав важкої контузії (ускладнення від якої у подальшому стали причиною смерті генерала). За свій героїзм та професійні якості впродовж 1878 року почергово отримує одразу три ордени з військовими відзнаками (мечами): Св. Анни III ступеня, Св. Станіслава II ступеня та Св. Володимира IV ступеня. 30 серпня 1878 року зведений у чин капітана гвардії.
Від 3 грудня 1885 року призначений командиром 3-ї  батареї лейб-гвардії 1-ї артилерійської бригади. 13 квітня 1886 року зведений у чин полковника гвардії.
22 серпня 1892 року отримує призначення начальником навчального артилерійського полігону Петербурзького військового округу. З 1896 — генерал-майор артилерії.
Помер 22 січня (3 лютого) 1898 року, похований на цвинтарі Миколаївської церкви в Заньках.

Повідомлення про смерть Є. К. Адасовського (рос.):
|                   | 22 янв. скончался генералъ-маіоръ ЕВТИХІЙ КОНСТАНТИНОВИЧЪ АДАСОВСКІЙ. Въ лицѣ покойнаго наша артиллерія потеряла одного изъ лучшихъ своихъ мастеровъ и руководителѣй. |
| — Нива, 1898, № 7 | |

У 1930-ті роки могила генерала Є. К. Адасовського була відкрита комсомольськими активістами села з метою виявлення та конфіскації можливих цінностей. На сьогодні місце, де знаходиться поховання, невідоме.

## Нагороди
- Орден Св. Володимира III ступеня (1888)
- Орден Св. Володимира IV ступеня з мечами й бантом (1878)
- Орден Св. Анни II ступеня (1883)
- Орден Св. Анни III ступеня з мечами й бантом(1878)
- Орден Св. Станіслава I ступеня (1896)
- Орден Св. Станіслава II ступеня з мечами (1878)
- Орден Св. Станіслава III ступеня (1875)

- Медаль «В пам'ять Російсько-турецької війни 1877–1878»
- Медаль «В пам'ять царювання імператора Олександра III»

## Родина
Був одружений з Олександрою Семенівною Жур'ярі. Мав доньку Євгенію (у шлюбі Мейснер).